# Bernhard Poschmann

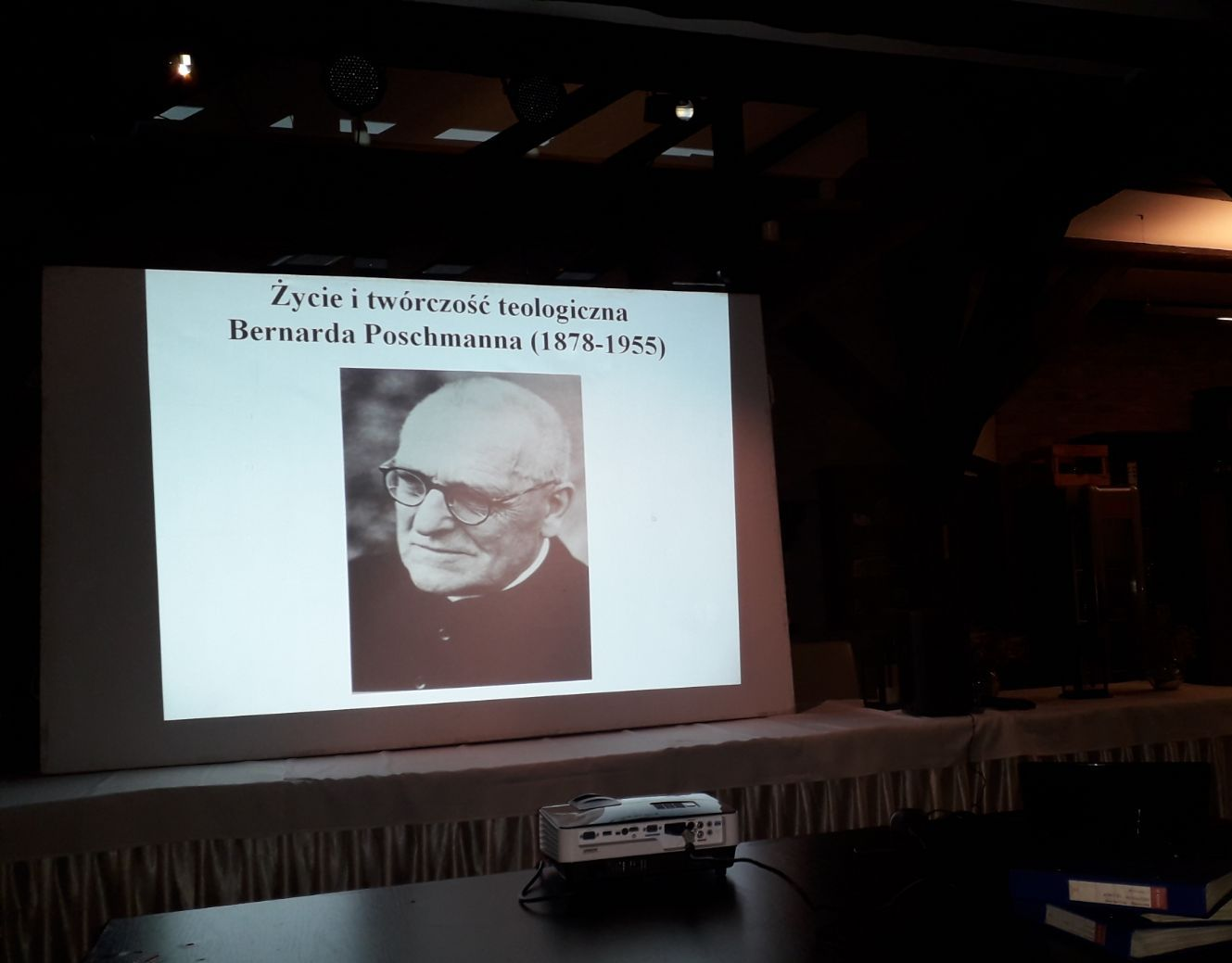
Bernhard Poschmann (1878–1955)

Bernhard Poschmann (* 1. September 1878 in Heinrikau, Kreis Braunsberg; † 16. Juni 1955 in Münster/Westf.) war ein katholischer Priester und Dogmatiker.

## Leben
Bernhard Poschmann wurde am 1. September 1878 in Heinrikau  (heute Henrykowo in Polen) nahe Orneta in Ostpreußen geboren. Er war der älteste Sohn des Dorftischlers Anton Poschmann und dessen Ehefrau Katharina, geb. Liedigk, und hatte noch acht Geschwister. Dank finanzieller Unterstützung seines Onkels Johann Poschmann besuchte er seit 1893 das humanistische Gymnasium in Braunsberg, das er im Jahre 1900 mit der Reifeprüfung abschloss. Sein Studium am Lyceum Hosianum zu Braunsberg endete mit der Priesterweihe am 31. Januar 1904 im Frauenburger Dom. Promotion in Breslau, 1905 trat er der KDStV Winfridia (Breslau) Münster im CV bei und habilitierte sich in Braunsberg 1909. Ab 1927 war er Lehrstuhlinhaber an der Schlesischen Friedrich-Wilhelms-Universität Breslau. 1931/32 war er ihr Rektor. 1945 ging er an die Westfälische Wilhelms-Universität, Münster. Er war ein wichtiger Vorbereiter des Zweiten Vatikanischen Konzils.